# Susi Buchwieser
Pour les articles homonymes, voir Buchwieser et Dahlmeier.
Susi Buchwieser (née Susi Dahlmeier) est une ancienne coureuse cycliste allemande, spécialiste de VTT en cross-country et en descente.

## Palmarès en VTT

### Championnats du monde
- Barga 1991
  - 6e au championnat du monde de la descente
  - 10e au championnat du monde du cross-country
- Bromont 1992
  - 4e au championnat du monde de la descente
  - 10e au championnat du monde du cross-country

### Championnats d'Europe
- 1992
  -  Championne d'Europe de la descente

### Championnats d'Allemagne
- 1990
  -  Championne d'Allemagne du cross-country
- 1992
  -  Championne d'Allemagne du cross-country

### Autres
- 1992
  - Strathpeffer - cross-country (coupe du monde)
  - 2e de Houffalize - cross-country (coupe du monde)
  - 2e de Kaprun - descente (coupe du monde)
  - 3e de Landgraaf - cross-country (coupe du monde)